# Sakura Mana
Sakura Mana (紗倉 まな/ さくら まな sinh ngày 23 tháng 3 năm 1993 –) là nữ diễn viên phim khiêu dâm (AV idol), người mẫu gravure, đồng thời cũng là một tiểu thuyết gia, nữ diễn viên điện ảnh, tarento, ca sĩ và YouTuber người Nhật Bản. Hiện nay cô thuộc sự quản lý của công ty Mine's.
Câu cửa miệng (Catchphrase) của cô là 「レモンティーよりも？（まなてぃ〜！）ハーブティーよりも？（まなてぃ〜！）はいっ！貴方のやる気スイッチは私が押します」("Ngon hơn cả trà chanh ư? (Manatei~ !) Ngon hơn cả trà thảo dược ư? (Manatei~ !) Vâng! Tôi sẽ bật lên công tắc động lực của bạn"). Tuy nhiên, khẩu hiệu này chỉ là cách giải bày của cô về mong muốn được tốt nghiệp mà thôi. Trong những năm gần đây, cô thường dùng đại từ tự xưng là "Eroya" ("えろ屋").
Ban đầu cô debut ra mắt với tư cách là một người mẫu, nhưng về sau đã tham gia vào ngành công nghiệp người lớn AV vào năm 2012, trở thành diễn viên độc quyền cho công ty Soft On Demand. Cho tới năm 2019, cô đã tham gia góp mặt trong hơn 140 bộ phim người lớn kể từ buổi debut của mình. Sakura Mana hiện nay được xem là một trong những AV idol đương đại danh tiếng nhất, cũng như được nhiều người nhận diện nhất; một phần bởi khả năng đánh sang mảng giải trí truyền thống mainstream cũng như các buổi xuất hiện thường xuyên trên sóng truyền hình, phim ảnh và cả trò chơi điện tử. Cô cũng là một tác giả nổi bật, từng cho xuất bản nhiều cuốn tiểu thuyết, bài luận cho các tạp chí và các chuyên mục trên báo.

## Cuộc đời và sự nghiệp
Sinh ra tại tỉnh Chiba, Sakura Mana học ngành kỹ thuật dân dụng tại trường Đại học Cao đẳng Công nghệ Kisarazu. Cô debut ra mắt với tư cách là người mẫu chính thống mainstream ở tuổi 18 trong bộ video gravure với tựa đề Nhà máy Moe đáng yêu Mana Sakura 18 tuổi (工場萌え美少女 紗倉まな 18歳), xuất bản vào tháng 11 năm 2011.
Tháng 2 năm 2012, cô bước chân vào lĩnh vực phim người lớn AV với tác phẩm video AV Debut Mana, do nhà sản xuất Soft On Demand phát hành. Người dùng Twitter đã nhận ra cô là một sinh viên trường Đại học Cao đẳng Kỹ thuật và những lời truyền tai công chúng sau đó đã giúp đẩy video debut đầu tay của cô đứng đầu doanh số bán DVD trong tháng đó tại nhà phân phối lớn nhất Nhật Bản, công ty DMM Corporation.
Năm 2013, Sakura Mana được vinh danh là "Nữ diễn viên mới xuất sắc nhất" tại Giải thưởng Phát sóng Người lớn (スカパー!アダルト放送大賞) và tại cùng buổi lễ đó, cô cũng giành được "Giải thưởng FLASH". Cũng trong năm 2013, cô xuất hiện trong bộ phim điện ảnh chính thống Goddotan: Kisu gaman senshuken the Movie (ゴッドタン キス我慢選手権 THE MOVIE), một bộ phim chuyển thể từ chương trình tạp kỹ truyền hình đêm khuya nổi tiếng của Nhật Bản Goddotan (ゴッドタン; Chiếc lưỡi của Chúa).
Năm 2014, cô được bầu ra tại vị trí thứ hai trong cuộc bầu chọn cho Yakuza 0, khiến cô trở thành một nhân vật trong trò chơi điện tử này. Cô là diễn viên thường xuyên trong mùa thứ hai bộ phim truyền hình drama Ushijima, cá mập cho vay nặng lãi của Đài truyền hình Tokyo (TBSテレビ), phát sóng từ tháng 1 đến tháng 3 năm 2014. Mùa thu năm 2014, Sakura được nhận viết bài cho Gazoo.com, một cổng thông tin quảng bá cho Toyota. Một phát ngôn viên cho hay, công ty đã xem xét lý lịch và sở thích lái xe của cô "phù hợp với những nhu cầu của họ". Cô cũng từng xuất hiện trong bộ phim chính thống thứ hai vào năm 2014, bộ phim hành động khoa học viễn tưởng Danger Dolls, phát hành vào tháng 9 năm 2014.
Lại một lần nữa, cô trở thành người chiến thắng tại "Giải thưởng Phát sóng Người lớn" năm 2015, lần này cô nhận được giải "Nữ diễn viên chính xuất sắc nhất" và "Giải FLASH" thứ hai của cô. Ngày 12 tháng 2 năm 2016, cô xuất bản cuốn tiểu thuyết đầu tiên "Cuộc đời hạ đẳng" 「最低。」 (Hán Việt: tối đê), một tác phẩm mang tính chất tự truyện, mô tả cuộc sống hàng ngày của các nữ diễn viên phim người lớn. Cuốn sách được ngợi khen vì lối văn xuôi độc đáo của Sakura và phương thức trình bày chủ đề một cách thô bạo nhưng chân thực. Cuốn tiểu thuyết đã được chuyển thể thành phim do Takahisa Zeze đạo diễn năm 2017. Cô cũng xuất hiện trong bộ phim Karate Kill cùng năm và giành được "Giải thưởng Truyền thông" ("Media Award") tại lễ trao giải khiêu dâm người lớn DMM.R18 Adult Awards năm 2016. Sakura cũng là thành viên của ban nhạc Sexy-J giai đoạn từ năm 2014 đến năm 2017.
Thời điểm cuối năm 2010, Sakura Mana hoạt động đa dạng giữa ngành giải trí mainstream chính thống và nền công nghiệp phim khiêu dâm người lớn. Ngoài việc phát hành các tác phẩm phim khiêu dâm đều đặn hàng tháng từ SOD, cô còn xuất bản thêm ba cuốn tiểu thuyết, trở thành người phụ trách thường trực cho các chuyên mục trên nhiều tạp chí mạng trực tuyến, và thậm chí còn có các bài giảng tại trường đại học về truyền thông. Kể từ tháng 10 năm 2017, cô thường xuyên xuất hiện trên chương trình "Abema Prime" của AbemaTV với tư cách bình luận viên và vào năm 2018, cô được bổ nhiệm làm người dẫn tin tức của chương trình.

## Điện ảnh

### Các bộ phim
- Bộ phim Goddotan: Kisu gaman senshuken (2013)
- Danger Dolls (2014)
- Karate Kill (2016)

### Truyền hình
- Ushijima, cá mập cho vay nặng lãi (2014)
- Akiba's Trip: The Animation (2017) - vai trò lồng tiếng[24]

### Trò chơi điện tử
- Yakuza 0 (2015)

## Tự truyện
- Cuộc đời hạ đẳng (最低。 (Tối đê)?) (2016)[25]
- Ōtotsu (凹凸?) (2017)
- Negawakuba, Raise mo Ningen de (願わくば、来世も人間で?) (2018)
- Haru, shinan (春、死なん?) (2020)[25]
- Gokko (ごっこ?) (2023)[25]

## Các tác phẩm khiêu dâm

### Các bộ phim thực tế ảo VR
Năm 2017
- 【VR】紗倉まな image VR 【対面座位】（ngày 11 tháng 3、SODVR-051）
- 【VR】紗倉まなとラブラブ同棲日記 まなちゃんと見つめ合いながらキスしまくり！優しく好きと囁く密着イチャイチャ中出しSEX（ngày 31 tháng 5、DSVR-084）
- 【VR】紗倉まな・波多野結衣 耳元で囁くWバイノーラル淫語責め唾たらし焦らし寸止め超高級痴女ハーレム（ngày 31 tháng 5、DSVR-092）Đồng diễn viên: Hatano Yui
- 【VR】SODstar紗倉まな、飛鳥りん ヌルテカになった卑猥な身体を目の前で堪能する密着囁き淫語たっぷりキスローションエステ（ngày 31 tháng 5、DSVR-094) Đồng diễn viên: Asuka Rin
- 【VR】紗倉まなに見つめられながら囁き淫語ドアップま○こを見せつけるクチュクチュ音まで聞こえる相互オナニー（ngày 4 tháng 8、DSVR-095）
- 【VR】SODstar×SODVR 3D star女優 紗倉まな、飛鳥りん、戸田真琴の3人と夢のハーレム!キスたっぷり僕のチ○ポ奪い合い小悪魔痴女全員挿入SEX 最後は耳元で「中に出して」と囁かれてそのまま中出しスペシャル!（ngày 26 tháng 10、DSVR-083）Đồng diễn viên: Asuka Rin, Toda Makoto

Năm 2018
- 【VR】最初から最後まで見つめ合い濃厚キスたっぷり、卑猥に腰を動かすグラインド座位で僕もまなちゃんも感じまくり!耳元で甘く囁くイチャイチャ中出しセックス（ngày 16 tháng 2、DSVR-218）
- 【VR】最高にエッチで可愛い紗倉まながアナタの妹になってラブラブ近親相姦生活（ngày 2 tháng 3、DSVR-222）

Năm 2019
- 【VR】僕の彼女はスーパーアイドル紗倉まな 【高画質HQ】コスプレ七変化（ngày 7 tháng、DSVR-456）
- 【VR】超高級Wおっパブspecial!SODstar大集合!! (ngày 16 tháng 9、DSVR-522)
- 【VR】年下の生意気なお嬢様に敬語淫語でいいなり 上から目線で見下されながら性のはけ口にされる。最後はイキまくった彼女に追撃挿入し痙攣するほどイカセまくる激ピストン強制中出し! 紗倉まな（ngày 3 tháng 10、DSVR-535）

Năm 2021
- 【VR】2021年のヌキ初めはコレ!!紗倉まな1年ぶりVR最新作!!ギアチェン杭打ち騎乗位でココロもカラダも射精管理される激ラブ同棲生活 紗倉まな（ngày 7 tháng 1、DSVR-852）
- 【VR】最高の愛人といいなり温泉不倫旅行 紗倉まな（ngày 15 tháng 4、DSVR-878）

### Các video cảnh quay gợi tình
- 工場萌え美少女 紗倉まな 18歳（ngày 5 tháng 11 năm 2011、SOD Create、ISCR-004）
- Mana 工場萌え いたずらフェアリー・紗倉まな（ngày 7 tháng 6 năm 2012、グラッツコーポレーション、REBD-020 và REBDB-005）
- エロキュート/紗倉まな（ngày 30 tháng 8 năm 2012、オルスタックピクチャーズ、ECR-0046）
- スーパー・ポーズブック ヌード・バラエティ編２ （ngày 19 tháng 11 năm 2013、コスミック出版）
- 純真乙姫〜19歳・工場萌え・美少女Nude〜（ngày 26 tháng 9 năm 2012、スパークビジョン、HL-047）
- エロキュート2（2013年9月27日、オルスタックピクチャーズ、ECR-0059）
- ALL NUDE 紗倉まな（ngày 25 tháng 8 năm 2014、Air control、OAE-088）
- スーパー・ポーズブック ヌード・バラエティ編４ Cute （ngày 18 tháng 6 năm 2015、コスミック出版）
- ヴィーナス・テルメ～まなちゃんと行く混浴温泉旅行!～（ngày 27 tháng 6 năm 2015、オルスタックピクチャーズ、SHMB-005）
- 純真乙姫～19歳・工場萌え・美少女Nude～/紗倉まな（ngày 26 tháng 11 năm 2016、ハレルヤ、HL-047b）
- エロキュート3/紗倉まな（ngày 29 tháng 11 năm 2016、オルスタックピクチャーズ、ECR-0097）
- Aphrodite/紗倉まな（ngày 2 tháng 2 năm 2018、ファインピクチャーズ、AP-012 và AP-012b）

### Video người lớn AV
| Số thứ tự          | Phiên hiệu | Tiêu đề | Nhà sản xuất | Thời lượng | Ngày phát hành           | Nguyên lai |
| ------------------ | ---------- | --- | ------------ | ---------- | ------------------------ | ---------- |
| 1                  | STAR–334   | "紗倉まな AV Debut" | SOD Create   | TBA        | ngày 2 tháng 9           | TBA        |
| ※Tác phẩm đầu tiên |            | |              |            |                          |            |
| 2                  | STAR–340   | "超高級新人ソープ嬢" | SOD Create   | TBA        | ngày 8 tháng 3 năm 2012  | TBA        |
| 3                  | STAR–347   | "紗倉まな 初イキッ!!" | SOD Create   | TBA        | ngày 5 tháng 4           | TBA        |
| 4                  | STAR–357   | "紗倉まな アナタのおち○ぽミルクを初ごっきゅん♡"                                                                                      | SOD Create   | TBA        | ngày 10 tháng 5 năm 2012 | TBA        |
| 5                  | STAR–358   | "監禁飼育された女子校生ペット" | SOD Create   | TBA        | ngày 7 tháng 6 năm 2012  | TBA        |
| 6                  | STAR–363   | "紗倉まな 工業高校でいっぱいHしよっ♡"                                                                                                | SOD Create   | TBA        | ngày 6 tháng 7           | TBA        |
| 7                  | STAR–359   | "出会って4秒で合体紗倉まな" | SOD Create   | TBA        | ngày 9 tháng 8 năm 2012  | TBA        |
| 8                  | STAR–370   | "マジックミラー号がイク!!童貞クンいらっしゃい♡筆下ろし逆ナンパ紗倉まな"                                                              | SOD Create   | TBA        | ngày 6 tháng 9           | TBA        |
| 9                  | STAR–373   | "紗倉まな 激イキッ!!鬼ピストン♡" | SOD Create   | TBA        | ngày 6 tháng 10          | TBA        |
| 10                 | STAR–378   | "紗倉まな ドキドキ初デート青空の下でセックスしちゃった♡"                                                                             | SOD Create   | TBA        | ngày 8 tháng 11          | TBA        |
| 11                 | STAR–384   | "紗倉まな AV女優一年生中間テスト10本番作品集"                                                                                        | SOD Create   | TBA        | ngày 22 tháng 11         | TBA        |
| ※Tuyển tập sưu tầm |            | |              |            |                          |            |
| 12                 | STAR–386   | "紗倉まな 19歳、性欲、覚醒萌えコス4本番"                                                                                             | SOD Create   | TBA        | ngày 6 tháng 12 năm 2012 | TBA        |
| 13                 | SDMT–864   | "新感覚!目と耳で貴方を欲情させる淫語の嵐「淫字語しようよ!」SODSTARSSUPERSPECIAL紗倉まな ・麻生希・椎名理紗・SOD女子社員宣伝部桜井彩" | SOD Create   | TBA        | ngày 20 tháng 12         | TBA        |

| Số thứ tự | Phiên hiệu | Tiêu đề | Nhà sản xuất | Thời lượng | Ngày phát hành   | Nguyên lai |
| --------- | ---------- | --- | ------------ | ---------- | ---------------- | ---------- |
| 14        | STAR–394   | "紗倉まな 全力ご奉仕ナース" | SOD Create   | TBA        | ngày 10 tháng 1  | TBA        |
| 15        | STAR–410   | "紗倉まな がAVDebut1周年と言う事で、24時間ライブチャットで生中継しながらHな事をファンの皆様から募集したところ、予想以上にエロいリクエストが届いたので、感謝の思いを込めて気持ち良くお応えしちゃいました♡" | SOD Create   | TBA        | ngày 7 tháng 2   | TBA        |
| 16        | STAR–419   | "紗倉まな 見つめ合って2秒で発情1254秒濃厚な接吻2110秒チ○ポを咥える2768秒男のカラダを舐め回す8720回痙攣するほどピストン＆うねり腰"                                                                         | SOD Create   | TBA        | ngày 7 tháng 3   | TBA        |
| 17        | STAR–426   | "紗倉まな 失神するほど...イカサレテ" | SOD Create   | TBA        | ngày 11 tháng 4  | TBA        |
| 18        | STAR–435   | "紗倉まな 焦らして高まる、媚薬SEX" | SOD Create   | TBA        | ngày 9 tháng 5   | TBA        |
| 19        | STAR–446   | "紗倉まな お悩み人生相談" | SOD Create   | TBA        | ngày 6 tháng 6   | [ 26 ]     |
| 20        | STAR–455   | "紗倉まな 初ぶっかけ解禁" | SOD Create   | TBA        | ngày 6 tháng 7   | TBA        |
| 21        | STAR–463   | "紗倉まな チ○ポ我慢選手権" | SOD Create   | TBA        | ngày 8 tháng 8   | TBA        |
| 22        | STAR–470   | "紗倉まな×ナチュラルハイ痴漢OK娘スペシャルSODstar Ver." | SOD Create   | TBA        | ngày 5 tháng 9   | TBA        |
| 23        | NHDTA–443  | "紗倉まな×ナチュラルハイこれが噂の痙攣薬漬け水着モデル絶叫10連続FUCK大復活スペシャル" | Natural High | TBA        | ngày 10 tháng 10 | TBA        |
| 24        | STAR–475   | "紗倉まな 黒髪ロングの美少女" | SOD Create   | TBA        | ngày 24 tháng 10 | TBA        |
| 25        | STAR–482   | "紗倉まな 20歳、性欲、覚醒絡み合う濃厚キスで溢れる肉欲" | SOD Create   | TBA        | 21 Tháng 11      | TBA        |
| 26        | STAR–491   | "紗倉まな いいなり温泉旅行" | SOD Create   | TBA        | ngày 19 tháng 12 | TBA        |

| Số thứ tự | Phiên hiệu | Tiêu đề | Nhà sản xuất | Thời lượng | Ngày phát hành   | Nguyên lai |
| --- | ---------- | --- | ------------ | ---------- | ---------------- | ---------- |
| 27 | STAR–499   | "紗倉まな 性感エステ×フルコース10コーナー240分SP"                                                                                | SOD Create   | TBA        | ngày 23 tháng 1  | TBA        |
| 28 | STAR–506   | "紗倉まな×麻生希Wキャストご奉仕天国"                                                                                             | SOD Create   | TBA        | ngày 20 tháng 2  | TBA        |
| Đồng diễn viên: Aso Nozomi |            | |              |            |                  |            |
| 29 | STAR–507   | "紗倉まな×麻生希Wキャスト激イキ地獄"                                                                                             | SOD Create   | TBA        | ngày 20 tháng 2  | [ 27 ]     |
| Đồng diễn viên: Aso Nozomi |            | |              |            |                  |            |
| 30 | STAR–511   | "紗倉まな 新米女教師輪姦レイプ"                                                                                                  | SOD Create   | TBA        | ngày 20 tháng 3  | TBA        |
| 31 | STAR–516   | "紗倉まな 本気汁をじっくり味わう中年男の変態セックスに溺れる"                                                                    | SOD Create   | TBA        | ngày 24 tháng 4  | TBA        |
| 32 | STAR–523   | "紗倉まな 生尻の誘惑" | SOD Create   | TBA        | ngày 22 tháng 5  | TBA        |
| 33 | STAR–530   | "紗倉まな 溢れる愛液、唾液、汗...体液まみれ濃密'汁音SEX'"                                                                        | SOD Create   | TBA        | ngày 19 tháng 6  | [ 28 ]     |
| 34 | AVOP–003   | "AVファンを熱狂させた伝説企画を、豪華S級女優競演で全編完全撮りおろし!ソフト・オン・デマンドおかげさまで、もうすぐ20周年記念作品" | SOD Create   | TBA        | ngày 10 tháng 7  | TBA        |
| ※Các tác phẩm hạng siêu cấp AVOPEN 2014 |            | |              |            |                  |            |
| 35 | STAR–537   | "紗倉まな 精子、全部飲む。" | SOD Create   | TBA        | ngày 24 tháng 7  | TBA        |
| 36 | STAR–543   | "痴漢調教M奴隷に堕ちる女子校生紗倉まな"                                                                                          | SOD Create   | TBA        | ngày 21 tháng 8  | TBA        |
| 37 | STAR–550   | "紗倉まな×上原亜衣超高級二輪車ソープ嬢"                                                                                          | SOD Create   | TBA        | ngày 25 tháng 9  | TBA        |
| Đồng diễn viên: Uehara Ai |            | |              |            |                  |            |
| 38 | SDXX–1402  | "SODグループ21メーカー全編撮りおろしガイドVOL.2"                                                                                 | SOD Create   | TBA        | ngày 9 tháng 10  | TBA        |
| ※Không kinh doanh |            | |              |            |                  |            |
| 39 | SDXX–14021 | "性感エステ×トリプルコース極上の3P発射SP"                                                                                        | SOD Create   | TBA        | ngày 4 tháng 10  | TBA        |
| Đồng diễn viên: Furukawa Iori, Shiraishi Marina |            | |              |            |                  |            |
| 40 | STAR–559   | "紗倉まな から晩まで挿れっぱなしチ○ポ大乱交巨根デカチンSP"                                                                       | SOD Create   | TBA        | ngày 23 tháng 10 | [ 29 ]     |
| 41 | STAR–564   | "紗倉まな 4人のレズ巨匠が撮る!本気レズ4本番"                                                                                     | SOD Create   | TBA        | ngày 20 tháng 11 | TBA        |
| Đạo diễn: Morikawa Kei, Nimura Hitoshi, Isaka Tomoyasu, Masaki Nantomo, Đồng diễn viên: Abe Miku, Sunohara Miku, Kanhata Ichika, Moeba, Kawana Hikaru (川菜ひかる), Otoha Nanase, Kirihara Azusa |            | |              |            |                  |            |
| 42 | STAR–569   | "最高にエッチで可愛い紗倉まな がアナタの妹になってラブラブ近親相姦生活"                                                          | SOD Create   | TBA        | ngày 20 tháng 12 | TBA        |

| Số thứ tự                      | Phiên hiệu | Tiêu đề | Nhà sản xuất | Thời lượng | Ngày phát hành            | Nguyên lai |
| ------------------------------ | ---------- | --- | ------------ | ---------- | ------------------------- | ---------- |
| 43                             | STAR–576   | "紗倉まな お姉さんの高級ランジェリーに魅せられて..."                                                             | SOD Create   | TBA        | ngày 22 tháng 1 năm 2015  | TBA        |
| 44                             | STAR–581   | "紗倉まな 3周年記念28作品19SEX収録2枚組み8時間スペシャルBEST"                                                    | SOD Create   | TBA        | ngày 5 tháng 2 năm 2015   | TBA        |
| 45                             | STAR–583   | "紗倉まな 卑猥な腰つきと淫らな巨尻またがりハメ尻騎乗位"                                                          | SOD Create   | TBA        | ngày 19 tháng 2 năm 2015  | TBA        |
| 46                             | STAR–590   | "紗倉まな タマらなく四六時中シャブリたがる卑猥なオクチ"                                                          | SOD Create   | TBA        | ngày 19 tháng 3 năm 2015  | TBA        |
| 47                             | STAR–596   | "紗倉まな 媚薬催眠トランス大絶頂セックス"                                                                        | SOD Create   | TBA        | ngày 23 tháng 4 năm 2015  | TBA        |
| 48                             | STAR–603   | "紗倉まな JKギャル"                                                                                              | SOD Create   | TBA        | ngày 21 tháng 5 năm 2015  | [ 30 ]     |
| 49                             | STAR–608   | "紗倉まな 日帰りで12発射精しちゃうヤリまくりイチャイチャ温泉旅行"                                                | SOD Create   | TBA        | ngày 18 tháng 6 năm 2015  | TBA        |
| 50                             | STAR–611   | "紗倉まな×松岡ちなWキャスト巨根激ピストンイカセ地獄"                                                             | SOD Create   | TBA        | ngày 9 tháng 7 năm 2015   | TBA        |
| Đồng diễn viên：Matsuoka Senna |            | |              |            |                           |            |
| 51                             | STAR–612   | "紗倉まな×松岡ちなWキャスト姉妹ラブラブ近親相姦ご奉仕天国"                                                       | SOD Create   | TBA        | ngày 9 tháng 7 năm 2015   | TBA        |
| Đồng diễn viên：Matsuoka Senna |            | |              |            |                           |            |
| 52                             | STAR–619   | "壁!机!椅子!から飛び出る生チ○ポが人気の進学校『都立しゃぶりながら高校』SODstarVer.紗倉まな"                      | SOD Create   | TBA        | ngày 20 tháng 8 năm 2015  | TBA        |
| 53                             | STAR–623   | "紗倉まな 性処理玩具Mペット輪姦撮影会"                                                                           | SOD Create   | TBA        | ngày 24 tháng 9 năm 2015  | TBA        |
| 54                             | STAR–628   | "紗倉まな タイトスカートの誘惑先輩OLのパッツパツのヒップラインとパンチラ、太もも美脚、エロ尻に興奮させられて..." | SOD Create   | TBA        | ngày 22 tháng 10 năm 2015 | TBA        |
| 55                             | STAR–634   | "紗倉まな 緊縛性奴隷"                                                                                            | SOD Create   | TBA        | ngày 26 tháng 11 năm 2015 | TBA        |
| 56                             | STAR–640   | "豪華共演!紗倉まな &超人気女優たちがイカせてくれる夢のハーレム逆3Pスペシャル"                                    | SOD Create   | TBA        | ngày 24 tháng 12 năm 2015 | TBA        |

| Số thứ tự                                                        | Phiên hiệu | Tiêu đề | Nhà sản xuất | Thời lượng | Ngày phát hành   | Nguyên lai |
| ---------------------------------------------------------------- | ---------- | --- | ------------ | ---------- | ---------------- | ---------- |
| 57                                                               | STAR–648   | "紗倉まな 即イキ!何度イっても終わらないノンストップSEX"                                                                              | SOD Create   | TBA        | ngày 21 tháng 1  | TBA        |
| 58                                                               | STAR–656   | "紗倉まな 初中出し解禁" | SOD Create   | TBA        | ngày 18 tháng 2  | [ 31 ]     |
| 59                                                               | STAR–664   | "紗倉まな ちゃんタオル一枚男湯入ってみませんか?HARD"                                                                                 | SOD Create   | TBA        | ngày 17 tháng 3  | TBA        |
| 60                                                               | STAR–672   | "紗倉まな 絶頂地獄敏感痙攣90イキ巨根15,097ピストン"                                                                                  | SOD Create   | TBA        | ngày 21 tháng 4  | [ 32 ]     |
| 61                                                               | STAR–680   | "紗倉まな タートルネックニットの誘惑駅でいつも見かけるお姉さんの揉みしだきたくなるようなパンッパンッな胸の膨らみに興奮させられて..." | SOD Create   | TBA        | ngày 26 tháng 5  | TBA        |
| 62                                                               | STAR–688   | "4人の最強ハメ撮り師が紗倉まな をハメる!プライベート的なSEXを全て曝けだす生々しい本気エロ4本番"                                      | SOD Create   | TBA        | ngày 23 tháng 6  | TBA        |
| Đạo diễn：Công ty Matsuo、Tātoru Imada、Shimizu Ken、Kuroda Yūma |            | |              |            |                  |            |
| 63                                                               | STAR–695   | "紗倉まな 妊娠淫語子宮で感じる孕ませ中出しSEX"                                                                                       | SOD Create   | TBA        | ngày 21 tháng 7  | TBA        |
| 64                                                               | STAR–703   | "紗倉まな 美少女JKの変体中年陵辱援交"                                                                                                | SOD Create   | TBA        | ngày 18 tháng 8  | TBA        |
| 65                                                               | STAR–711   | "紗倉まな 発射無制限!温泉性感エステ一泊二日付きっきりVIPフルコース"                                                                  | SOD Create   | TBA        | ngày 22 tháng 9  | TBA        |
| 66                                                               | STAR–719   | "紗倉まな 最低。" | SOD Create   | TBA        | ngày 20 tháng 10 | TBA        |
| 67                                                               | STAR–726   | "紗倉まな 陵辱、大好き。泣くほど感じる犯されたい体"                                                                                  | SOD Create   | TBA        | ngày 23 tháng 11 | TBA        |
| 68                                                               | STAR–736   | "紗倉まな 舐めたいカラダ中年オヤジに足の指から耳の裏まで舐め尽くされる変態SEX"                                                       | SOD Create   | TBA        | ngày 22 tháng 12 | TBA        |

| Số thứ tự                                                                  | Phiên hiệu | Tiêu đề                                                                                                  | Nhà sản xuất | Thời lượng | Ngày phát hành   | Nguyên lai |
| -------------------------------------------------------------------------- | ---------- | --- | ------------ | ---------- | ---------------- | ---------- |
| 69                                                                         | STAR–745   | "紗倉まな まなちゃんはTバック派可愛いルックスからは想像できないドすけべ下着で挑発、誘惑、発情"           | SOD Create   | TBA        | ngày 19 tháng 1  | TBA        |
| 70                                                                         | SDMU–482   | "SODファン大感謝祭幸せを掴めない素人男性救済バスツアー超ド級の快楽に耐えてSEXを勝ち取れ!"                | SOD Create   | TBA        | ngày 19 tháng 1  | TBA        |
| Đồng diễn viên: Aoi Rena, Kanae Ruka, Amazuki Kana, Saito Miyu, Shinoda Yu |            | |              |            |                  |            |
| 71                                                                         | STAR–753   | "紗倉まな 5周年記念デビューから61作品60SEX収録完全保存版8時間スペシャルBESTセレクション"                 | SOD Create   | TBA        | ngày 2 tháng 2   | TBA        |
| ※Cũng được phát hành với phiên bản Blu-ray                                 |            | |              |            |                  |            |
| 72                                                                         | STAR–754   | "紗倉まな 竿舐め、玉舐め、アナル舐めひたすら舐めるフェラチオち○ぽエステサロン"                           | SOD Create   | TBA        | ngày 16 tháng 2  | TBA        |
| 73                                                                         | STAR–763   | "紗倉まな 強制射精管理跨り騎乗位女王様"                                                                  | SOD Create   | TBA        | ngày 18 tháng 3  | TBA        |
| 74                                                                         | STAR–772   | "徹底接写で魅せる紗倉まな の羞恥アングル"                                                                | SOD Create   | TBA        | ngày 20 tháng 4  | TBA        |
| 75                                                                         | STAR–777   | "紗倉まな 古川いおり白石茉莉奈漆黒キャンドル1本全身感度急上昇!いつもより神経が研ぎ澄まされた濃密貪りSEX" | SOD Create   | TBA        | ngày 3 tháng 5   | TBA        |
| Đồng diễn viên: Marina Shiraishi (白石茉莉奈), Furukawa Iori               |            | |              |            |                  |            |
| 76                                                                         | STAR–781   | "紗倉まな MたらしS級美少女連れ込み密室調教"                                                              | SOD Create   | TBA        | ngày 18 tháng 5  | TBA        |
| 77                                                                         | STAR–788   | "紗倉まな 媚薬堕ち...義父とまぐわう湯けむり不貞中出し妻"                                                 | SOD Create   | TBA        | ngày 15 tháng 6  | TBA        |
| 78                                                                         | STAR–796   | "紗倉まな 窒息するほど気持ちよくて..."                                                                   | SOD Create   | TBA        | ngày 20 tháng 7  | TBA        |
| 79                                                                         | STAR–808   | "紗倉まな 就職間近の女子大生を【奴隷化・屈服・完全制圧】レイプ～狙われたボランティア女子～"              | SOD Create   | TBA        | ngày 24 tháng 8  | TBA        |
| 80                                                                         | STAR–819   | "紗倉まな 癒らし。"                                                                                      | SOD Create   | TBA        | ngày 21 tháng 9  | TBA        |
| 81                                                                         | STAR–829   | "紗倉まな おしどり夫婦がこじんまり営む小料理屋NTR常連客の一人と恋仲になってしまった女将"                 | SOD Create   | TBA        | ngày 19 tháng 10 | TBA        |
| 82                                                                         | STAR–742   | "紗倉まな×戸田真琴Wキャスト二人があなたの妹になってラブラブ近親相姦ご奉仕天国"                           | SOD Create   | TBA        | ngày 16 tháng 11 | [ 33 ]     |
| Đồng diễn viên: Toda Makoto                                                |            | |              |            |                  |            |
| 83                                                                         | STAR–744   | "紗倉まな×戸田真琴Wキャスト拘束×巨根激ピストンイカせ地獄"                                                | SOD Create   | TBA        | ngày 16 tháng 11 | TBA        |
| Đồng diễn viên: Toda Makoto                                                |            | |              |            |                  |            |
| 84                                                                         | STAR–855   | "紗倉まな 赤ちゃん欲しがる中出し子作り淫語ボクへの愛情を抑えられない家庭教師"                            | SOD Create   | TBA        | ngày 21 tháng 12 | TBA        |

| Số thứ tự | Phiên hiệu | Tiêu đề                                                                                       | Nhà sản xuất | Thời lượng | Ngày phát hành   | Nguyên lai |
| --------- | ---------- | --------------------------------------------------------------------------------------------- | ------------ | ---------- | ---------------- | ---------- |
| 85        | STAR–867   | "紗倉まな レイプ犯からのビデオレター"                                                         | SOD Create   | 130 phút   | ngày 25 tháng 1  | TBA        |
| 86        | STAR–878   | "紗倉まな イヤらしくジュボ音立てながら何度も舌なめずり唾液ダラダラ垂れ流し続ける特濃おフェラ" | SOD Create   | 125 phút   | ngày 22 tháng 2  | TBA        |
| 87        | STAR–892   | "紗倉まな 504時間禁欲&焦らしによって溢れ出るマン汁をメレンゲになるまでピストン"               | SOD Create   | 120 phút   | ngày 21 tháng 3  | TBA        |
| 88        | STAR–904   | "紗倉まな レイプからはじまる、穏やかで幸せいっぱいの新婚生活。"                               | SOD Create   | 135 phút   | ngày 26 tháng 4  | TBA        |
| 89        | STAR–915   | "紗倉まな 催眠光線で支配された新婚夫婦"                                                       | SOD Create   | 115 phút   | ngày 24 tháng 5  | TBA        |
| 90        | STAR–928   | "紗倉まな チュパチュパコリコリがどうにも止まらない！乳首責めが好きすぎる激カワ風俗嬢"         | SOD Create   | 120 phút   | ngày 21 tháng 6  | TBA        |
| 91        | STAR–957   | "紗倉まな のぞき見している僕をニヤニヤ見ながら上から目線でセンズリ指令"                       | SOD Create   | 135 phút   | ngày 26 tháng 7  | TBA        |
| 92        | STAR–964   | "紗倉まな 結婚式最中の新郎に強制中出しさせる美人ウェディングプランナー"                       | SOD Create   | 120 phút   | ngày 23 tháng 8  | TBA        |
| 93        | STAR–974   | "紗倉まな もし高専時代のアルバイトの後輩に口説かれたらどうする？"                             | SOD Create   | 200 phút   | ngày 20 tháng 9  | TBA        |
| 94        | STAR–988   | "紗倉まな 超高級ナマ中出し輪姦倶楽部"                                                         | SOD Create   | 135 phút   | ngày 25 tháng 10 | TBA        |
| 95        | STARS–014  | "紗倉まな 肉厚尻肉おっぴろげ巨根ファックでイクときキュ～ッと締まる肛門"                       | SOD Create   | 140 phút   | ngày 20 tháng 12 | TBA        |

| Số thứ tự | Phiên hiệu | Tiêu đề | Nhà sản xuất | Thời lượng | Ngày phát hành   | Nguyên lai |
| --------- | ---------- | --- | ------------ | ---------- | ---------------- | ---------- |
| 96        | STARS–026  | "紗倉まな 逃亡犯" | SOD Create   | 108 phút   | ngày 24 tháng 1  | TBA        |
| 97        | STARS–040  | "紗倉まな 7周年記念 27作品25SEX収録 8時間スペシャルBEST 完全保存版［2枚組］"                                                    | SOD Create   | 486 phút   | ngày 21 tháng 2  | TBA        |
| 98        | STARS–047  | "紗倉まな 人生初！！ポルチオ集中砲火アングルハードピストン"                                                                     | SOD Create   | 140 phút   | ngày 21 tháng 3  | TBA        |
| 99        | STARS–062  | "紗倉まな マイホームを購入にきた夫婦から旦那を寝取って強制中出しさせる不動産レディ"                                             | SOD Create   | 135 phút   | ngày 25 tháng 4  | TBA        |
| 100       | STARS–075  | "超敏感クリトリスむきっぱなし弄りっぱなし限界アクメ 紗倉真菜 紗倉まな"                                                          | SOD Create   | 136 phút   | ngày 23 tháng 5  | TBA        |
| 101       | STARS–088  | "処女のフリした絶倫地味子のイッても止めない追撃騎乗位 紗倉まな 紗倉真菜 紗倉まな"                                               | SOD Create   | 139 phút   | ngày 20 tháng 6  | TBA        |
| 102       | STARS–097  | "全身隈なくねっとり舐められながら密着性交 紗倉まな"                                                                             | SOD Create   | 140 phút   | ngày 23 tháng 7  | TBA        |
| 103       | STARS–107  | "ずっと布団の中...密着ねっとりピストンでドクドク中出しが止まらない 紗倉まな"                                                    | SOD Create   | 139 phút   | ngày 20 tháng 8  | TBA        |
| 104       | STARS–131  | "ショートヘア・ラプソディ 紗倉まな"                                                                                             | SOD Create   | 125 phút   | ngày 24 tháng 9  | TBA        |
| 105       | STARS–123  | "紗倉まなが5年振り出勤！！無制限発射OKで連続ナマ中出しさせてくれる完全会員制ソープ"                                             | SOD Create   | 140 phút   | ngày 22 tháng 10 | TBA        |
| 106       | STARS–154  | "姉のおっぱいを吸い続けて10年になりました。 紗倉まな"                                                                           | SOD Create   | 141 phút   | ngày 19 tháng 11 | TBA        |
| 107       | STARS–169  | "「次は、あなたの番ですよね？」美人ウェディングプランナー復讐編 無理やり犯●れ、強●連続中出しされ続けた...本当の理由。 紗倉まな" | SOD Create   | 129 phút   | ngày 24 tháng 12 | TBA        |

| Số thứ tự                                  | Phiên hiệu | Tiêu đề | Nhà sản xuất | Thời lượng | Ngày phát hành   | Nguyên lai |
| ------------------------------------------ | ---------- | --- | ------------ | ---------- | ---------------- | ---------- |
| 108                                        | STARS–185  | "もしも友達の彼女が紗倉まなだったら...。 紗倉まな"                                                                                          | SOD Create   | 113 phút   | ngày 21 tháng 1  | TBA        |
| 109                                        | STARS–200  | "幼馴染みと子作り中出しセックスを練習しまくることになった僕。 紗倉まな"                                                                     | SOD Create   | 223 phút   | ngày 18 tháng 2  | TBA        |
| 110                                        | STARS–215  | "最後の制服と、性交。 紗倉まな" | SOD Create   | 140 phút   | ngày 24 tháng 3  | TBA        |
| 111                                        | STARS–228  | "キメセク相部屋NTR 大嫌いで最低最悪な絶倫元カレに...媚薬を飲ませれ...×××。 紗倉まな"                                                        | SOD Create   | 125 phút   | ngày 21 tháng 4  | TBA        |
| 112                                        | STARS–240  | "エグいギアチェン超速PtoM！ 激変杭打ちピストン騎乗位と生フェラをエンドレスで繰り返す射精管理介護お姉さん♪ 紗倉まな"                         | SOD Create   | 140 phút   | ngày 19 tháng 5  | TBA        |
| 113                                        | STARS–252  | "AV出演100本記念！ノンストップ15P大乱交＆究極の1対1SEX！！17発ザーメン射精3時間30分ドキュメントSPECIAL！！！ 紗倉まな"                      | SOD Create   | 212 phút   | ngày 14 tháng 7  | TBA        |
| 114                                        | STARS–279  | "「次に会えるのは、1ヶ月後だね...。」遠距離恋愛の彼女と限られた時間の中で精子が無くなるまで激しく中出しを求め続けた純愛絶倫性交。 紗倉まな" | SOD Create   | 131 phút   | ngày 20 tháng 10 | TBA        |
| 115                                        | STARS–304  | "サイレント逆レ×プ 声の出せない状況で...、誰にもバレないように強●射精してくる小悪魔密着囁きお姉さん。 紗倉まな"                             | SOD Create   | 139 phút   | ngày 24 tháng 11 | TBA        |
| 116                                        | STARS–307  | "銀河系三ッ星ハーレム 極上射精へと誘う逆4Pスペシャル"                                                                                       | SOD Create   | 180 phút   | ngày 10 tháng 12 | TBA        |
| ※Cũng được phát hành với phiên bản Blu-ray |            | |              |            |                  |            |

| Số thứ tự | Phiên hiệu | Tiêu đề | Nhà sản xuất | Thời lượng | Ngày phát hành   | Nguyên lai |
| --------- | ---------- | --- | ------------ | ---------- | ---------------- | ---------- |
| 117       | STARS–323  | "美人女社長まなが俺を毛嫌いするなんて許さない、洗脳エステで俺の思い通りにしてやる！ 紗倉まな"                                   | SOD Create   | 135 phút   | ngày 21 tháng 1  | TBA        |
| 118       | STARS–331  | "レ×プを誘う性欲ヤバすぎ人妻 マンネリSEXに飽きた妻は、他の男を誘惑して滅茶苦茶にヤラれたいドM変態願望を持っています。 紗倉まな" | SOD Create   | 115 phút   | ngày 25 tháng 2  | TBA        |
| 119       | STARS–343  | "ヘタレな僕を救いに来た先輩女捜査官が悪の組織に輪●されているのを見てフル勃起 紗倉まな"                                          | SOD Create   | 135 phút   | ngày 16 tháng 3  | TBA        |
| 120       | STARS–352  | "「謝るまで射精させるからな! 」生意気な男子生徒をメスイキ連射で服従させる(元・M 性感エステティシャンの)スゴテク女教師 紗倉まな" | SOD Create   | 125 phút   | ngày 22 tháng 4  | TBA        |
| 121       | STARS–415  | "『世界で1番エロいキスしてみない?』理性を忘れて舐めまくる感じる唇、終わらない接吻。 紗倉まな"                                   | SOD Create   | 135 phút   | ngày 24 tháng 6  | TBA        |
| 122       | STARS–472  | "本物精子ハシゴ飲みSpecial!素人男性ごっくん密着ドキュメント!! 紗倉まな"                                                         | SOD Create   | 135 phút   | ngày 25 tháng 11 | TBA        |
| 123       | STARS–497  | "気が狂うほどの耳元囁き!ド下品淫語で射精管理されまくったヤバ過ぎるペアルームNTRエステ!! 紗倉まな"                               | SOD Create   | 140 phút   | ngày 23 tháng 12 | TBA        |

| Số thứ tự                        | Phiên hiệu | Tiêu đề | Nhà sản xuất       | Thời lượng | Ngày phát hành   | Nguyên lai |
| -------------------------------- | ---------- | --- | ------------------ | ---------- | ---------------- | ---------- |
| 124                              | STARS–509  | "地元で有名な超絶ヤリマンギャルに何発も精子を搾り取られた夏の思い出 紗倉まな" | SOD Create         | 135 phút   | ngày 27 tháng 1  | TBA        |
| 125                              | STARS–553  | "おかげさまで紗倉まなデビュー10周年 感謝を込めて全国の皆様の投票で選ばれたベスト30SEX15時間 隅から隅までずずずい〜っとご覧になって頂けたらと思います。"                             | SOD Create         | 900 phút   | ngày 23 tháng 2  | TBA        |
| 126                              | STARS–553  | "【特典映像付き】おかげさまで紗倉まなデビュー10周年 感謝を込めて全国の皆様の投票で選ばれたベスト30SEX16時間 隅から隅までずずずい〜っとご覧になって頂けたらと思います。"             | SOD Create         | 960 phút   | ngày 10 tháng 3  | TBA        |
| ※ Kèm theo các cảnh quay thưởng  |            | |                    |            |                  |            |
| 127                              | SDMM–109   | "【マジックミラー号25周年記念作品】紗倉まな10年ぶりの乗車! 悩めるAV男優じみけんを救ってくれませんか?ち〇この悩みはま〇こで解決!!濃密ご奉仕SEXで勇気づけろ! 傑作コントを奇跡のAV化!" | SOD Create         | 140 phút   | ngày 24 tháng 3  | TBA        |
| Đồng diễn viên: Ogura Yuna       |            | |                    |            |                  |            |
| 128                              | STARS–537  | "究極の絶頂 性感悶絶極上スローSEX 紗倉まなが教える本当に気持ちの良いセックス 紗倉まな"                                                                                              | SOD Create         | 130 phút   | ngày 21 tháng 4  | TBA        |
| 129                              | STARS–610  | "【10周年記念リメイク】ずっと布団の中...密着ねっとりピストンでドクドク中出しが止まらない 紗倉まな"                                                                                  | SOD Create         | 135 phút   | ngày 26 tháng 5  | TBA        |
| 130                              | STARS–625  | "生意気J〇妹の偏愛レズペットになりました。 紗倉まな 松本いちか" | SOD Create         | 135 phút   | ngày 23 tháng 6  | TBA        |
| Đồng diễn viên: Matsumoto Ichika |            | |                    |            |                  |            |
| 131                              | STARS–652  | "底辺Y○uTuberが渋谷で大暴走！？紗倉まなに転生できました！" | SOD Create         | 110 phút   | ngày 21 tháng 7  | TBA        |
| 132                              | STARS–694  | "『フェラだけなら何回射精しても浮気にならないでしょ?』 ギリギリNTR未満で追撃フェラチオが大好き! チンしゃぶリスクジャンキー小悪魔痴女!! 紗倉まな"                                    | SOD Create         | 115 phút   | ngày 25 tháng 8  | TBA        |
| 133                              | STARS–664  | "紗倉まな、解禁 宇宙で一番エロいセックス・オン・ザ・ビーチ" | U-NEXT、SOD Create | 185 phút   | ngày 22 tháng 9  | [ 34 ]     |
| 134                              | STARS–730  | "PM7:00チェックインからAM7:00チェックアウトまで中出しセックスに明け暮れた最後のお泊りW不倫 紗倉まな"                                                                                | SOD Create         | 100 phút   | ngày 23 tháng 11 | TBA        |
| 135                              | STARS–738  | "地方で大人気！！夕方の情報番組でMCの女子アナウンサーは、生放送中もSEXの事しか考えていない【隠れヤリマン】です。 紗倉まな"                                                          | SOD Create         | 125 phút   | ngày 22 tháng 12 | TBA        |

| Số thứ tự | Phiên hiệu | Tiêu đề | Nhà sản xuất | Thời lượng | Ngày phát hành   | Nguyên lai |
| --------- | ---------- | --- | ------------ | ---------- | ---------------- | ---------- |
| 136       | STARS–749  | "物静かでマジメな図書館司書のお姉さんは、早漏M男をエグい寸止めと焦らしで射精コントロールして楽しんでいました。 紗倉まな"                                 | SOD Create   | 115 phút   | ngày 23 tháng 2  | [ 35 ]     |
| 137       | STARS–781  | "絶頂!大痙攣!!激ピス激イキSP セックス3本番ドキュメント!!! 紗倉まな"                                                                                      | SOD Create   | 130 phút   | ngày 9 tháng 3   | TBA        |
| 138       | STARS–808  | "保育園に子供を送ってから迎えまでの8時間...長男のサッカースポ少のコーチと、不倫セックスしまくっている絶倫ママチャリ妻。 紗倉まな"                        | SOD Create   | 110 phút   | ngày 6 tháng 4   | TBA        |
| 139       | STARS–822  | "「僕は、妻がレ×プされている所が見たい。」旦那が仕込んだ絶倫マッサージ師に強●的にイカされ犯●れる姿を盗撮された美人妻。 紗倉まな"                         | SOD Create   | 125 phút   | ngày 11 tháng 5  | TBA        |
| 140       | STARS–835  | "紗倉まなが女性慣れしていない童貞くんの家を訪れ優しくエッチにリードしちゃいました！"                                                                     | SOD Create   | 180 phút   | ngày 8 tháng 6   | TBA        |
| 141       | STARS–853  | "世界で一番気持ち良いシコシコ管理ヘルパー！極上オナニーの為の淫語ASMRサポート 紗倉まな"                                                                  | SOD Create   | 135 phút   | ngày 6 tháng 7   | TBA        |
| 142       | STARS–880  | "【夏といえば水着！SODstar全員ビキニ祭】絶倫ビキニモンスター痴女のヤバすぎる誘惑【完全着衣】【水着フェチMAX】 紗倉まな"                                  | SOD Create   | 120 phút   | ngày 10 tháng 8  | [ 36 ]     |
| 143       | STARS–900  | "『学生時代のセクハラが忘れられなくて...。』結婚2年目の主婦が十数年ぶりにもう一度犯●れたくてバイトしていたコンビニの絶倫先輩に会ってしまった。 紗倉まな" | SOD Create   | 125 phút   | ngày 7 tháng 9   | TBA        |
| 144       | STARS–907  | "学校で人気の先生は、思春期の女子たちの付き合ってる彼氏を寝取りまくる女教師でした。 紗倉まな"                                                            | SOD Create   | 135 phút   | ngày 12 tháng 10 | TBA        |